# James Faulkner

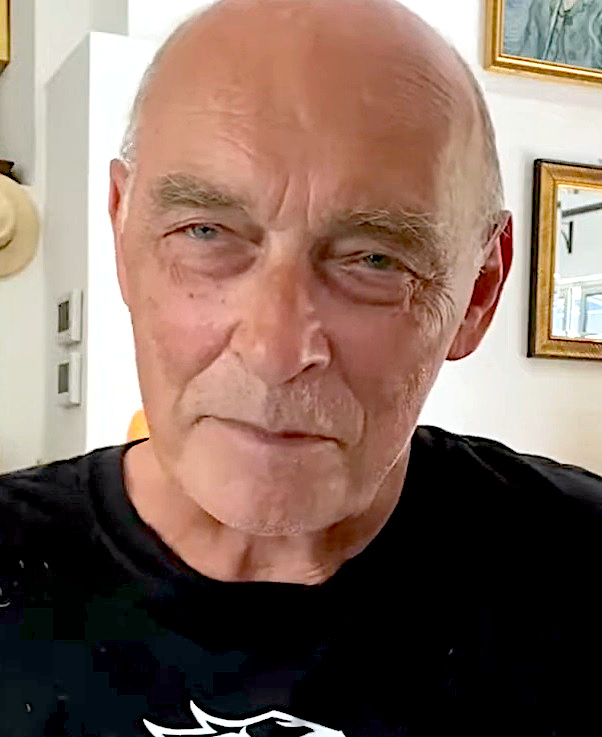
James Faulkner nel 2021

James Faulkner (Hampstead, 18 luglio 1948) è un attore britannico.

## Biografia
Sposato e padre di due figli, Guy e Leo, è conosciuto per aver interpretato lo zio Geoffrey in Il diario di Bridget Jones (2001) e Che pasticcio, Bridget Jones! (2004).

## Filmografia parziale

### Cinema
- Il grande valzer (The Great Waltz), regia di Andrew L. Stone (1972)
- La rinuncia (The Abdication), regia di Anthony Harvey (1974)
- Un colpevole senza volto (Conduct Unbecoming), regia di Michael Anderson (1975)
- Con la bava alla bocca (Albino), regia di Jürgen Goslar (1976)
- Zulu Dawn, regia di Douglas Hickox (1979)
- Priest of Love, regia di Christopher Miles (1981)
- Eureka, regia di Nicolas Roeg (1983)
- Il fantastico mondo di Aladino (A Kid in Aladdin's Palace), regia di Robert L. Levy (1998)
- All the Little Animals, regia di Jeremy Thomas (1998)
- Il diario di Bridget Jones (Bridget Jones's Diary), regia di Sharon Maguire (2001)
- Il profumo delle campanule (I Capture the Castle), regia di Tim Fywell (2003)
- Agente Cody Banks 2 - Destinazione Londra (Agent Cody Banks 2: Destination London), regia di Kevin Allen (2004)
- Che pasticcio, Bridget Jones! (Bridget Jones: The Edge of Reason), regia di Beeban Kidron (2004)
- Colour Me Kubrick, regia di Brian W. Cook (2005)
- The Good Shepherd - L'ombra del potere (The Good Shepherd), regia di Robert De Niro (2006)
- Il giorno dell'ira (Day of Wrath), regia di Adrian Rudomin (2006)
- Hitman - L'assassino (Hitman), regia di Xavier Gens (2007)
- Franklyn, regia di Gerald McMorrow (2008)
- La rapina perfetta (The Bank Job), regia di Roger Donaldson (2008)
- X-Men - L'inizio (X-Men: First Class), regia di Matthew Vaughn (2011)
- Bridget Jones's Baby, regia di Sharon Maguire (2016)
- Underworld: Blood Wars, regia di Anna Foerster (2016)
- Final Portrait - L'arte di essere amici (Final Portrait), regia di Stanley Tucci (2017)
- Atomica bionda (Atomic Blonde), regia di David Leitch (2017)
- Paolo - Apostolo di Cristo (Paul, Apostle of Christ), regia di Andrew Hyatt (2018)
- Chief of Station - Verità a tutti i costi (Chief of Station), regia di Jesse V. Johnson (2024)

### Televisione
- Pietro e Paolo (Peter and Paul) – miniserie TV (1981)
- Il mastino dei Baskerville (Il ritorno di Sherlock Holmes) - serie TV (1988)
- Mamma, mi compri un papà? (The Maid), regia di Ian Toynton – film TV (1991)
- Zorro- serie TV, episodio 3x13 (1991)
- Il grande amore di Ginevra (Guinevere), regia di Jud Taylor – film TV (1994)
- Relic Hunter – serie TV, episodio 1x22 (2000)
- L'incantesimo del manoscritto (The Lost Empire), regia di Peter MacDonald – miniserie TV (2001)
- Leonardo, regia di Sarah Aspinall – film TV (2003)
- Da Vinci's Demons – serie TV, 24 episodi (2013-2015)
- I Borgia (Borgia) – serie TV, 2 episodi (2013)
- Downton Abbey – serie TV, 4 episodi (2014)
- Il Trono di Spade (Game of Thrones) – serie TV, 5 episodi (2016-2017)
- Delitti in Paradiso (Death in Paradise) – serie TV, episodio 7x03 (2018)
- La collina dei conigli (Watership Down), regia di Noam Murro – miniserie TV (2018) – voce
- Summer of Rockets – miniserie TV, 2 puntate (2019)
- Tribes of Europa – serie TV, 5 episodi (2021)

## Doppiatori italiani
Nelle versioni in italiano dei suoi film, James Faulkner è stato doppiato da:
- Edoardo Siravo in I Borgia, Downton Abbey, Il Trono di Spade
- Massimo Lodolo in Mamma, mi compri un papà?
- Diego Reggente in Zorro
- Renato Cortesi in Il fantastico mondo di Aladino
- Sergio Di Giulio in Agente Cody Banks 2 - Destinazione Londra
- Luciano De Ambrosis in Hitman - L'assassino
- Enrico Maggi in Franklyn
- Pietro Biondi in La rapina perfetta
- Jean Charles Putzolo in X-Men - L'inizio
- Stefano De Sando in Da Vinci's Demons